# Casavèth
Casavèth (francès Cazavet) és un municipi francès, situat a la regió d'Occitània, departament de l'Arieja.